# Balad (partido)

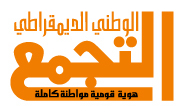
Logo der israelischen Partei Balad

Balad (acrónimo de Brit Leumit Demokratit, "Assembleia Nacional Democrática" em hebraico; em árabe: Al-Tajamu' Al-Watani Al-Dīmūqrati, significando balad "país" em árabe) é um partido político de Israel que representa a minoria árabe.
O actual líder do partido é o dr. Azmi Bishara.

## História
O partido Balad foi fundado em 1995 por um grupo de intelectuais árabes israelitas liderados por Azmi Bishara. Em 1996 o partido concorreu às eleições legislativas em lista conjunta com o Hadash, tendo a lista conquistado dois lugares no parlamento (Knesset). Em 1999 o Balad apresentou-se nas eleições coligado com o Ta'al (Movimento de Renovação Árabe), tendo conquistado dois lugares. Nestas eleições Bishara foi o primeiro árabe a candidatar-se a primeiro-ministro de Israel. Devido a divergências entre Bishara e Ahmed Tibi (líder do Ta'al), a coligação terminou no mesmo ano. Em 2003 o Balad elegeu três deputados na Knesset.

## Ideologia
O Balad assume-se como um partido antissionista, contra o carácter judaico do Estado de Israel. Defende a retirada israelita da Cisjordânia, a formação de um estado palestiniano na Faixa de Gaza e Cisjordânia e o direito dos refugiados palestinianos regressarem aos seus lares. Propõe igualmente que os árabes e os drusos sejam reconhecidos como minorias nacionais em Israel, com direito à sua autonomia cultural.
Desde a sua fundação o Balad tem expressado a sua oposição ao orçamento de estado, por considerar que discrimina a minoria árabe. Advoga a separação entre religião e estado.

## Resultados eleitorais
| Data | Votos          | %              | +/-            | Deputados | +/-     | Status   |
| ---- | -------------- | -------------- | -------------- | --------- | ------- | -------- |
| 1996 | Hadash         | Hadash         | Hadash         | 1 / 120   |         | Oposição |
| 1999 | 66 103         | 1,9 (14.º)     |                | 2 / 120   | 1       | Oposição |
| 2003 | 71 299         | 2,3 (11.º)     | 0,4            | 3 / 120   | 1       | Oposição |
| 2006 | 72 066         | 2,3 (12.º)     | Estável        | 3 / 120   | Estável | Oposição |
| 2009 | 83 739         | 2,5 (12.º)     | 0,2            | 3 / 120   | Estável | Oposição |
| 2013 | 97 030         | 2,6 (11.º)     | 0,1            | 3 / 120   | Estável | Oposição |
| 2015 | Lista Conjunta | Lista Conjunta | Lista Conjunta | 3 / 120   | Estável | Oposição |